# Giovanni Fattori
Giovanni Fattori (Livorno, 6 de setembro de 1825 - Florença, 30 de agosto de 1908) foi um pintor italiano.

## Carreira

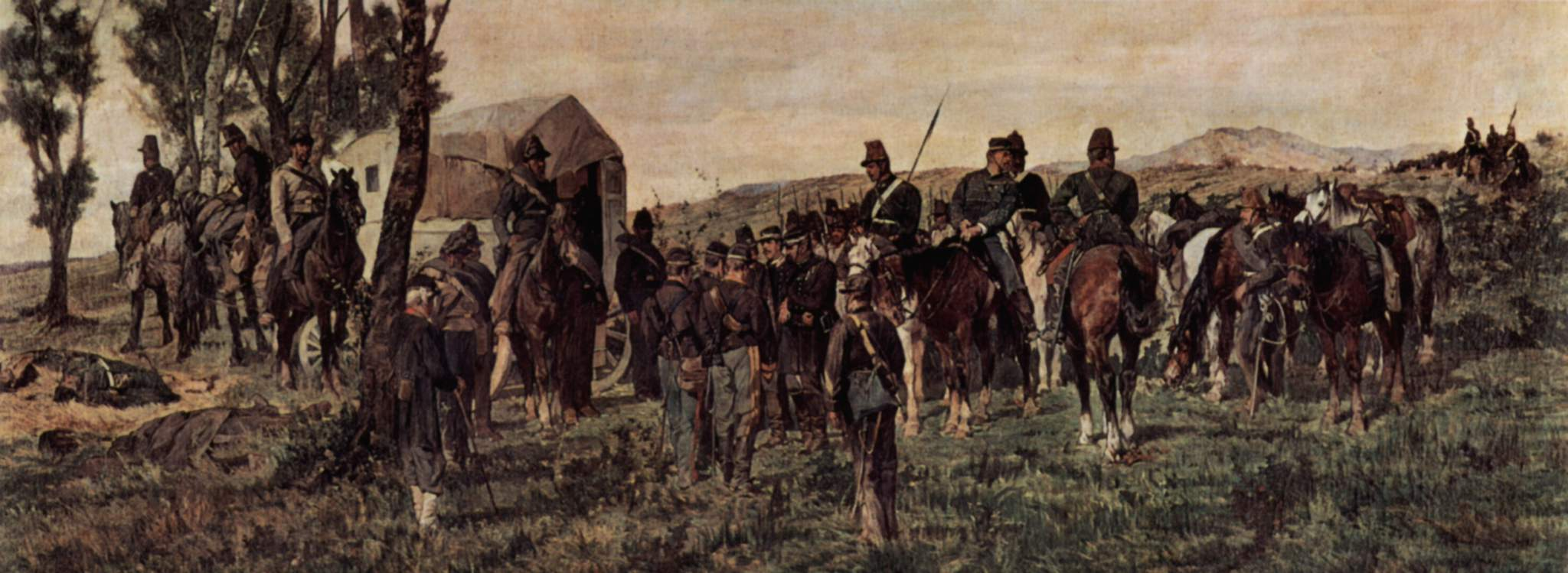
Príncipe Amadeo Feritio em Custoza, 1870

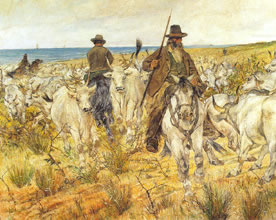
Caubóis da Maremma Conduzindo Manadas, 1893, óleo sobre tela, 200 x 300 cm, Livorno, Museo Civico Fattori

Sua obra domina a produção artística do século XIX na Itália. Aluno da Academia de Belas Artes de Florença entre 1846/48, Fattori tornou-se, em 1855, promotor do movimento dos Macchiaioli (os tachistas, jovens contestadores da tradição neoclássica e romântica). Reunidos no Café Michelangelo de Florença, o grupo incluía, além do próprio Fattori, Serafino de Tivoli, d'Ancona e Antonio Puccinelli.
Seu protesto aparece como uma revolução libertadora que reclamava o direito à realidade, à luz, à emoção direta sobre a natureza. Abandonou então o estilo acadêmico em benefício da liberdade de expressão. Assim, substituiu os grandes quadros de batalhas (como O campo italiano após a batalha de Magenta, de 1861) por cenas da vida militar, cheias de potência e rudeza insólitas na época e por paisagens.

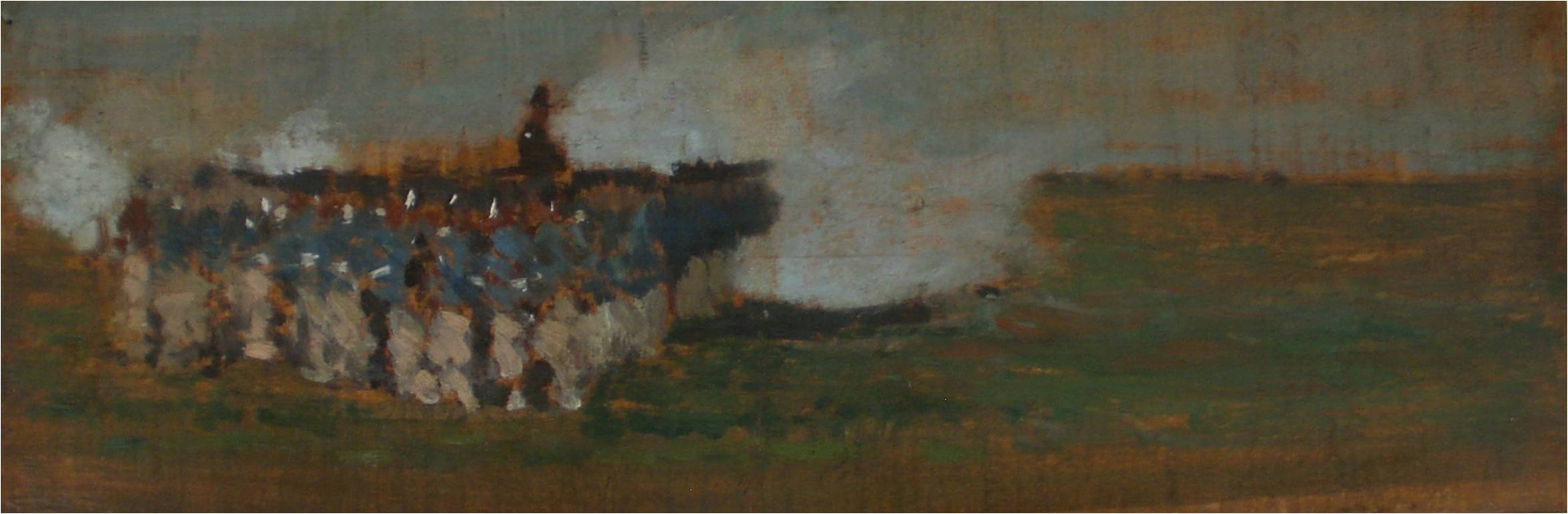
Quadrato di Villafranca ou Esercitazione di Tiro, 1876-80

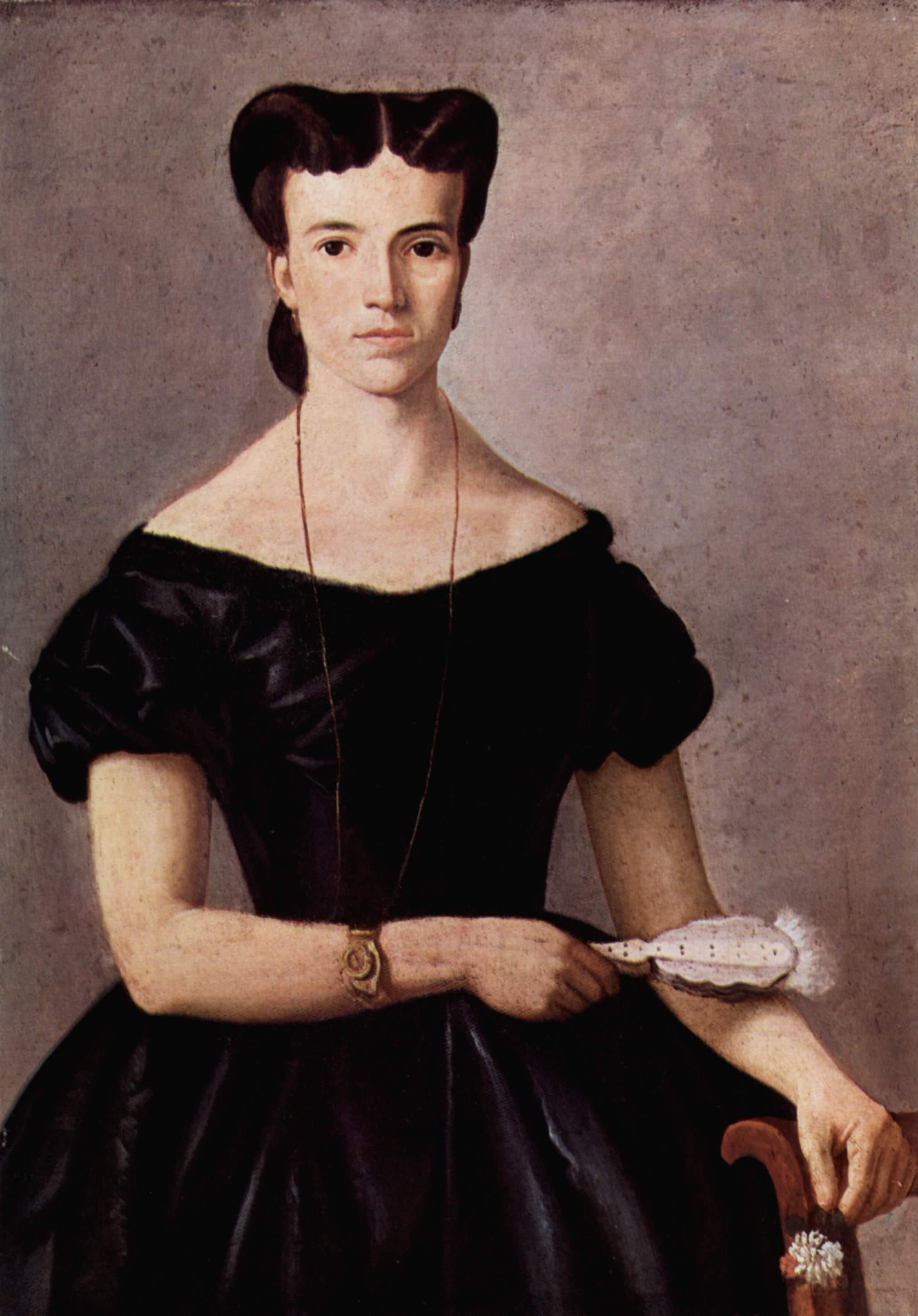
Dama com Leque, 1865-66, óleo sobre tela, 90 x 63 cm

Em 1875 foi para Paris, onde ficou admirado com os impressionistas, sem desviar-se, contudo, de seu caminho artístico. O tachismo serviu ao seu temperamento: permitiu-lhe animar e dramatizar os vastos espaços e conciliar a estrutura da superfície pictórica com a fugacidade da emoção.
Pintor de força totalmente itálica, Fattori soube ligar, em suas melhores obras, liberdade de toque, rigor de construção e solidez de matéria, fazendo assim uma síntese realista. Em sua independência, foi precursor do Impressionismo.

## Legado
Giovanni Fattori é considerado o membro mais proeminente dos Macchiaioli. Seu trabalho é dominado por assuntos militares, que raramente são cenas de batalha, mas sim soldados em acampamentos, soldados se reunindo ou unidades de infantaria em repouso. Ele também pintou retratos sensíveis, paisagens, cenas rurais e cavalos. Mas, no final da vida, perdeu o contato com as novas correntes da pintura, que o levaram ao declínio. Suas obras não atraíram mais o interesse do público, causando-lhe problemas financeiros. Giovanni Fattori era respeitado pelos colegas mas, devido ao seu distanciamento, não obteve o reconhecimento do grande público.
Exemplos de seu trabalho estão na Galleria Nazionale d'Arte Moderna, em Roma; Pinacoteca metropolitana di Bari; Galleria Civica d'Arte Moderna e Contemporanea, em Torino, Pinacoteca di Brera, Milão, Galleria d'Arte Moderna no Palazzo Pitti; e na Nova Zelândia, a Dunedin Public Art Gallery; na América do Norte no Museu de Belas Artes em Boston. Entre seus alunos estavam Luigi Michelacci e Ruggero Panerai.

## Ligações externa
- Museu Giovanni Fattori